# Lai Châu (ciudad)
Lai Châu es una ciudad situada en el noroeste de Vietnam. Capital de la provincia homónima. La ciudad limita con los distritos de Phong Tho, Sin Hoyel y Tam Duong. Es la capital de provincia con menos habitantes de Vietnam, contando en 2019 con 42 973 habitantes.

## Historia
Lai Châu, o Mueang Lay (vietnamita: Mường Lay) fue la sede de los señores de los Tai Blancos que dominaban a otros pueblos tailandeses de la zona, aunque había rivalidad entre los gobernantes Tai Blancos de Muang Lay y Muang So.  Durante la década de 1870, Muang Lay fue la base del señor Đèo Văn Trị del Tai Blanco, quien buscaba unirse y convertirse en jefe de los 12 mường que formaban el Sip Song Chau Tai. Esto lo logró parcialmente, con la ayuda primero del Ejército de la Bandera Negra chino y luego de los franceses. Su autoridad y la autonomía de la zona como Mueang fueron reconocidas por los franceses en 1890.
De 1948 a 1954, Lai Châu fue la capital de la Fédération Taï , teniendo estatus de país autónomo de la Unión Francesa o dominio de la corona del emperador vietnamita Bảo Đại.

## Geografía
La ciudad se localiza a 50 km de la frontera con la República Popular China en Ma Lu Thang, a unos 70 km de la ciudad de Sa Pa (Provincia de Lào Cai) y a unos 397 km de la capital del país, Hanoi.
La ciudad de Lai Châu se sitúa sobre una meseta de roca caliza a una altitud media de casi 1.000 m (el punto más bajo casi 895 m, el punto más alto casi 1.300 m) de modo que es el centro provincial con mayor altitud en el Norte y el segundo en Vietnam (después de la ciudad de Đà Lạt, en la Provincia de Lâm Đồng). Los alrededores de Lai Châu son muy montañosos con alturas que van desde los 1.500 m hasta más de 3.000 m de altura con el pico Phu Ta Leng, el segundo más alto de Vietnam con una altitud de 3.096 m. que en días despejados se puede observar desde el centro de la ciudad. 

## Clima
Aunque la ciudad está en el noroeste del país, debido a la influencia del terreno y la circulación atmosférica, la temperatura es diferente al clima de la región Noroeste. La temperatura media anual es de unos 18 °C-19 °C, más baja que la temperatura media de la provincia de Lai Châu (casi 23 °C) y la región noroeste (alrededor de 21 °C-23,5 °C). En invierno, la temperatura es relativamente baja durante muchos días, cayendo por debajo de los 7 °C, incluso por debajo de los 3 °C; la temperatura más baja medida es -2 °C (1981). Con unas precipitaciones bastante importantes, de unos 2.600 mm/año - 2.800 mm/año, concentradas principalmente de mayo a agosto, las temperaturas de verano son relativamente frescas, entre 20 °C y 29 °C (en comparación con la región noroeste de 24-35 °C).

## Galería

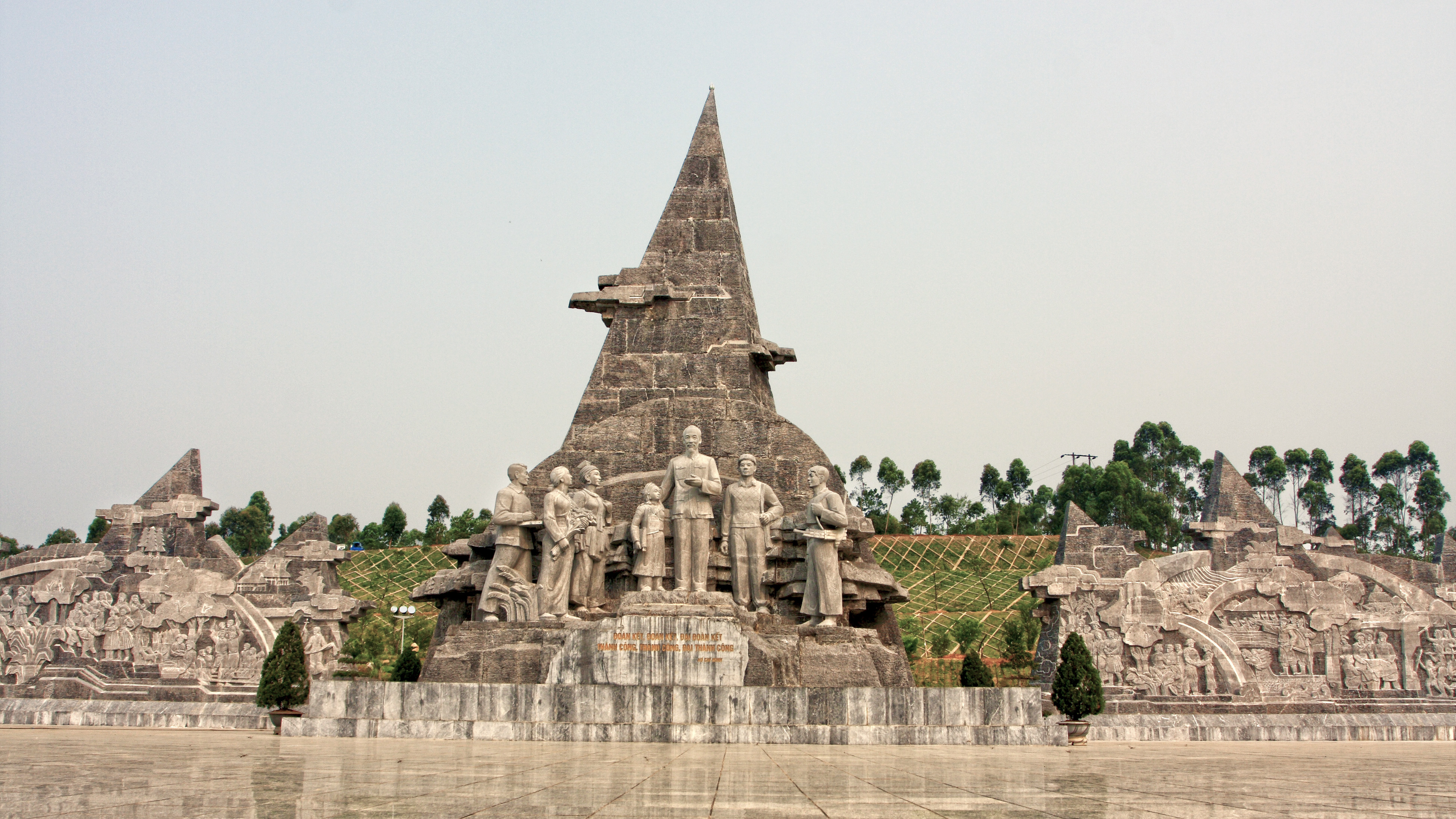
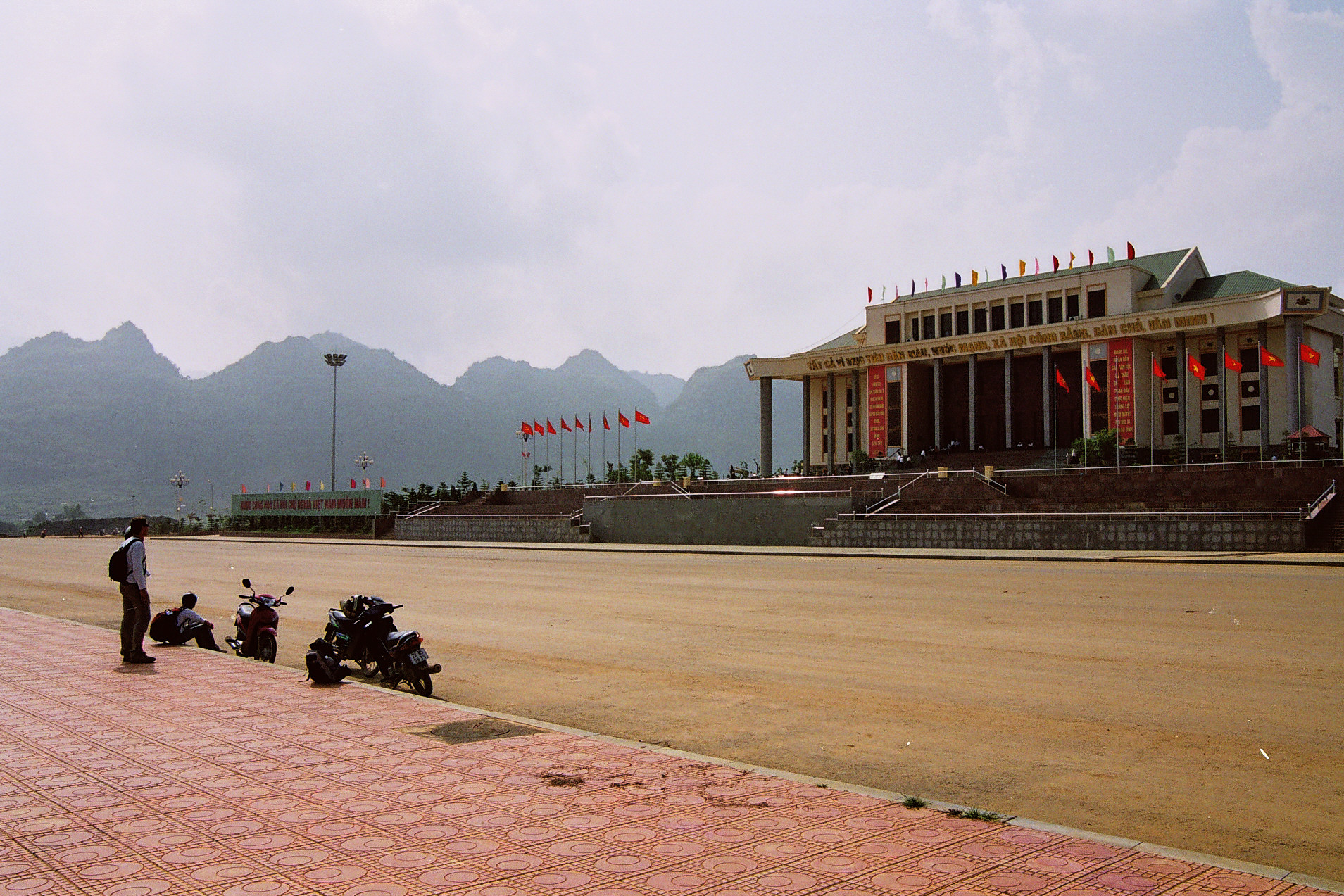
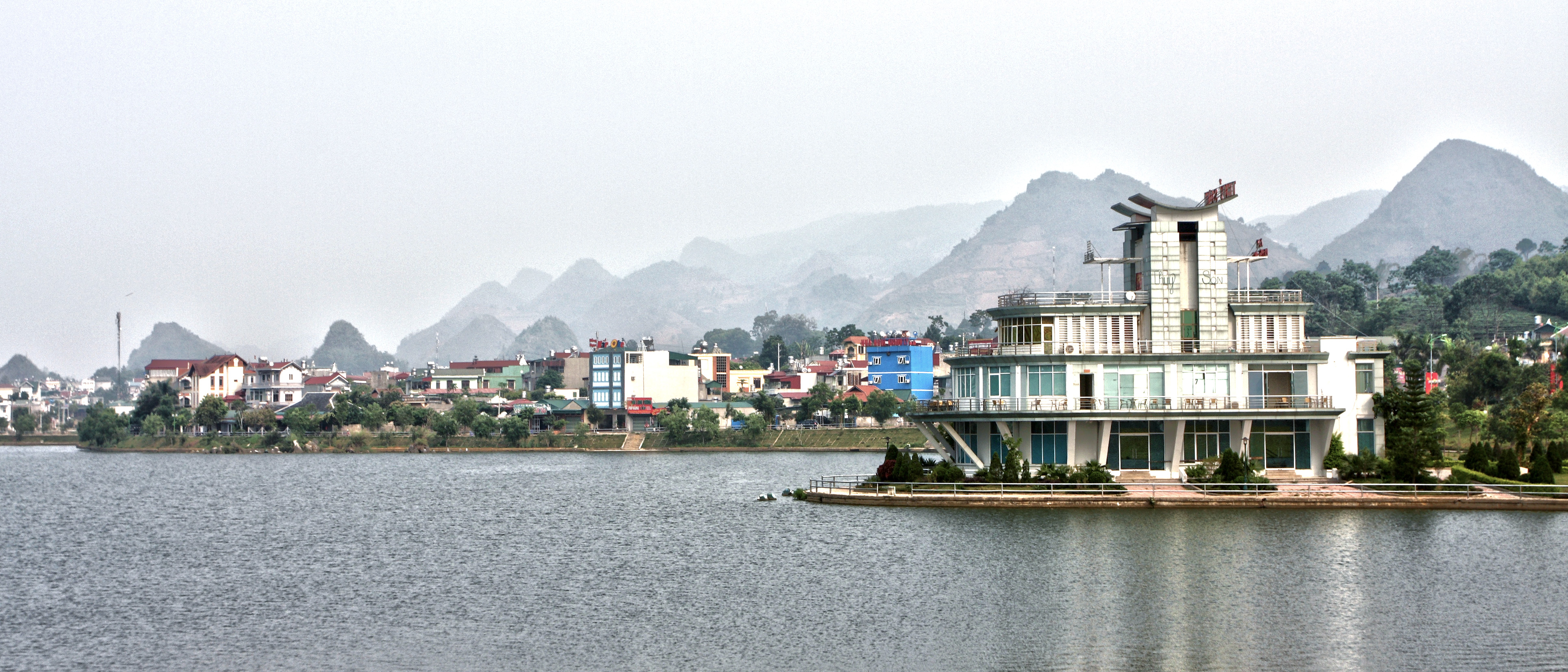
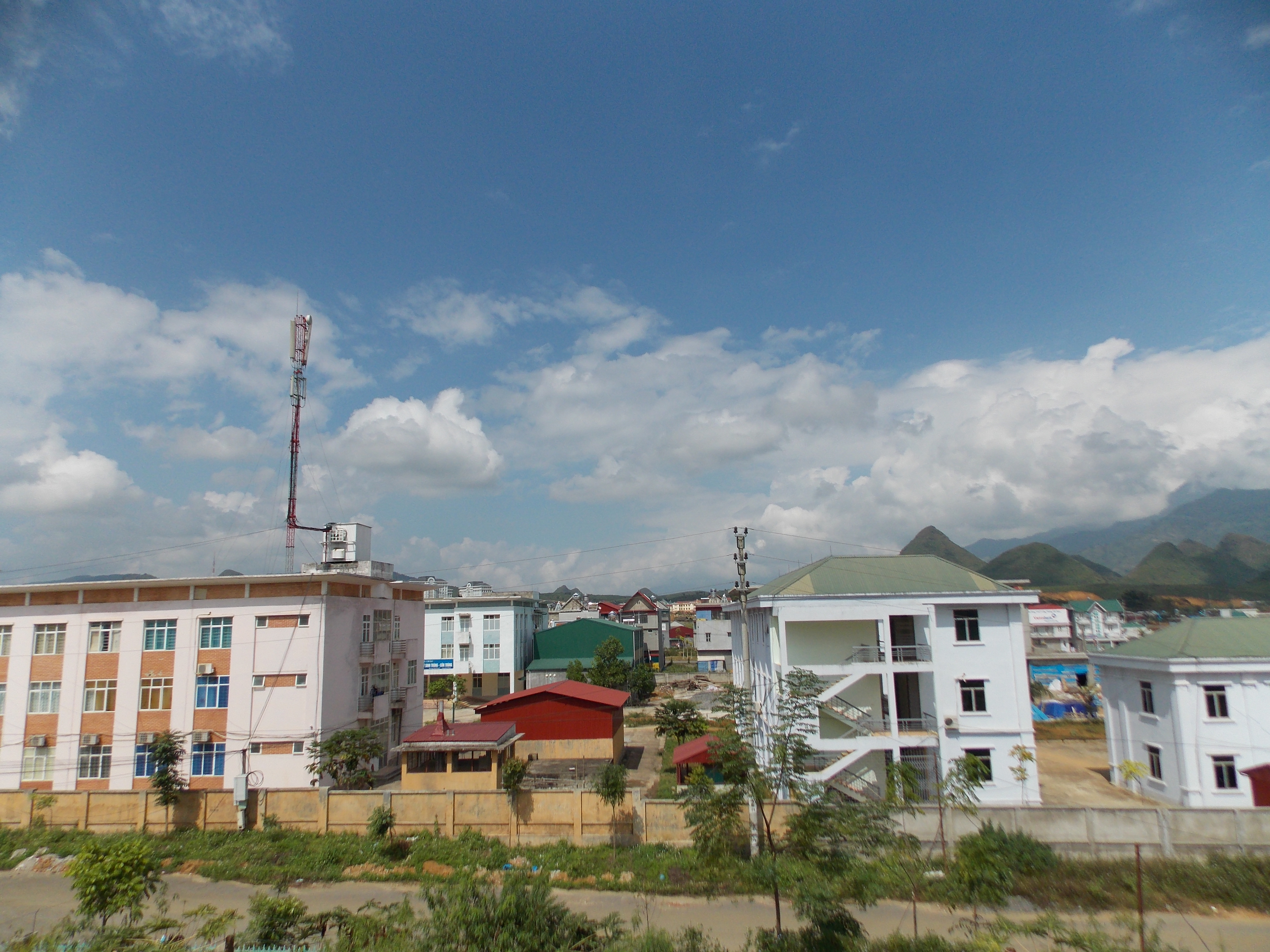